# Avenue du 18-Juin-1940 (Reims)
Pour les articles homonymes, voir Avenue du 18-Juin-1940.
L'avenue du 18-Juin-1940 est une voie de la commune de Reims, située au sein du département de la Marne, en région Grand Est.

## Situation et accès
L'avenue du 18-Juin-1940 appartient administrativement au quartier Maison-Blanche - Sainte-Anne - Wilson à Reims.

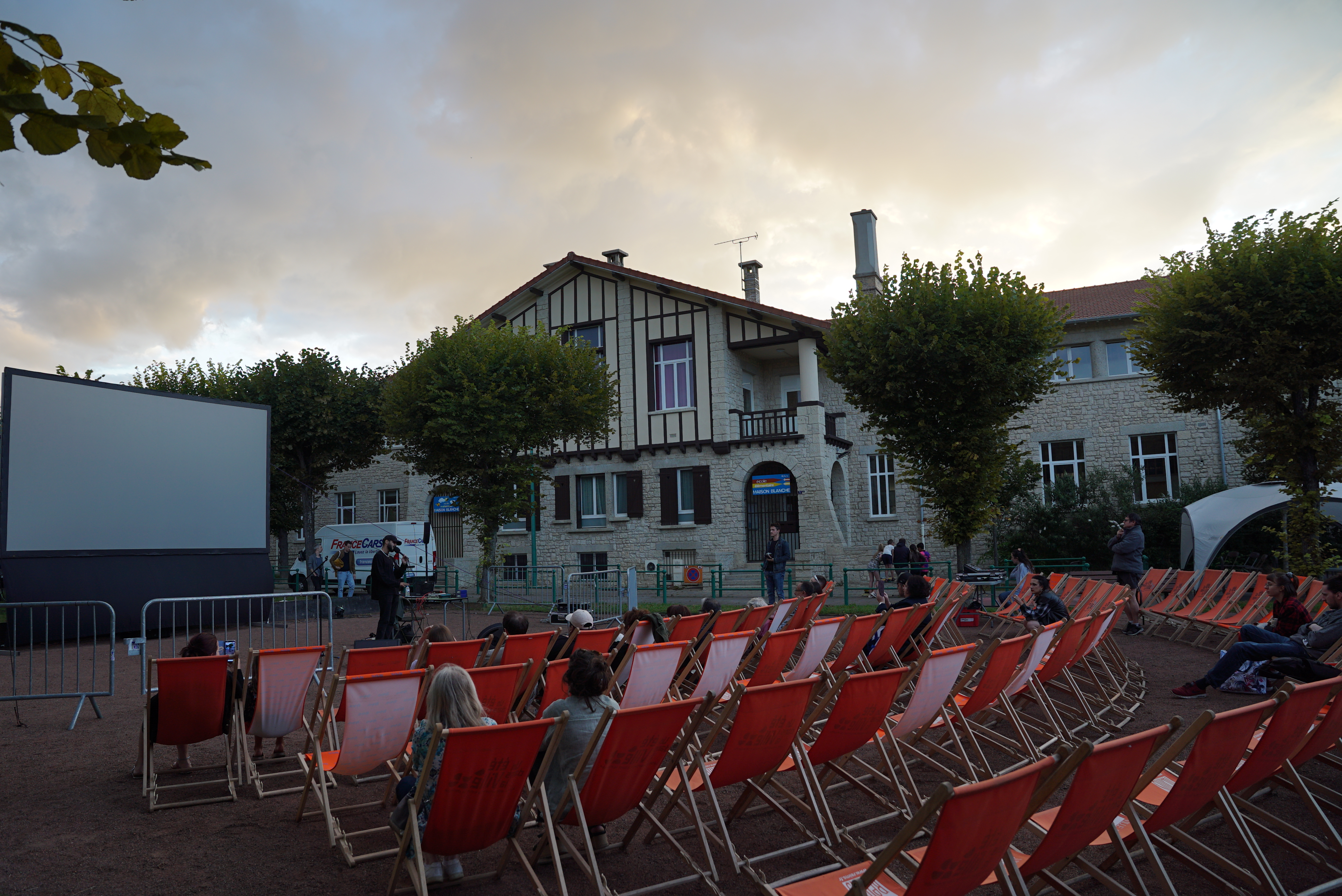
Le groupe scolaire Maison-Blanche un jour de Reims vital été.

## Origine du nom
Le nom de cette avenue est un hommage rendu à l'appel du 18 Juin, premier discours prononcé par le général de Gaulle, sur les ondes de la BBC, le 18 juin 1940.

## Situation
Avec la création du Quartier Maison-Blanche à partir de 1911 s'ouvre une avenue qui, en une boucle oblongue, ceinture un ensemble d’îlots de verdure : terrains de boules, aires de jeux et la place du souvenir.

## Bâtiments remarquables

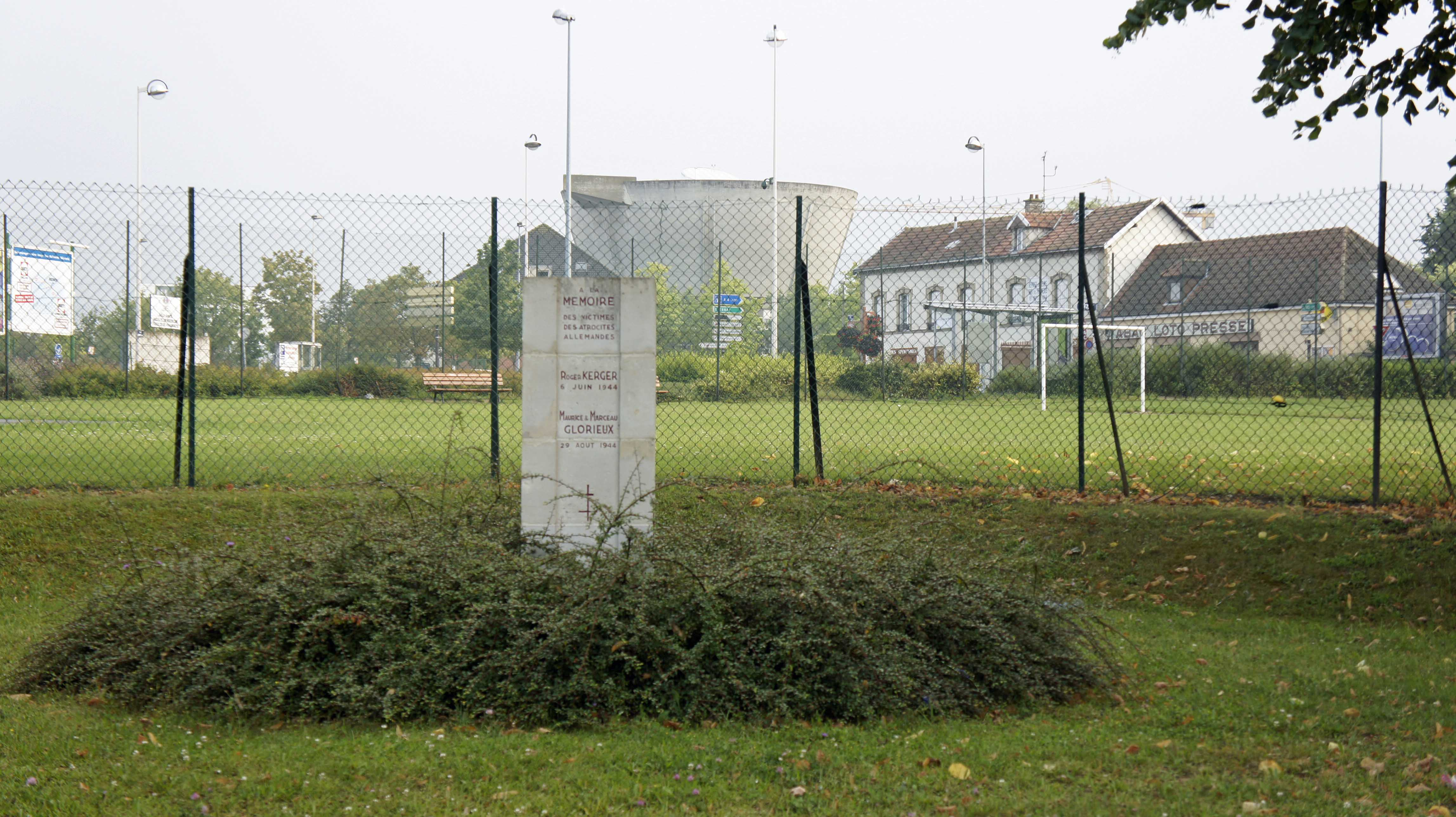
Monument aux morts et château d'eau.